# 744-й истребительный авиационный полк
744-й истребительный авиационный полк (744-й иап) — воинская часть Военно-воздушных сил (ВВС) Вооружённых Сил РККА, принимавшая участие в боевых действиях Великой Отечественной войны.

## Наименования полка
За весь период своего существования полк несколько раз менял своё наименование:
- 20-й истребительный авиационный полк
- 744-й истребительный авиационный полк
- 86-й гвардейский истребительный авиационный полк
- 86-й гвардейский Борисовский истребительный авиационный полк
- 86-й гвардейский Борисовский Краснознамённый истребительный авиационный полк
- 86-й гвардейский Борисовский Краснознамённый ордена Суворова III степени истребительный авиационный полк
- Полевая почта 06858

## Создание полка
744-й истребительный авиационный полк создан 18.01.1942 г. путём переименования 20-го истребительного авиационного полка.

## Переформирование полка
744-й истребительный авиационный полк 1 мая 1943 года за образцовое выполнение боевых задач и проявленные при этом мужество и героизм на основании Приказа НКО СССР переименован в 86-й гвардейский истребительный авиационный полк.

## В действующей армии
В составе действующей армии:
- с 18 января 1942 года по 8 февраля 1942 года, итого — 21 день,
- с 19 февраля 1942 года по 1 мая 1943 года, итого — 436 дней,

Всего 457 дней

## Командиры полка
- капитан, майор, подполковник Найденов, Семён Николаевич (попал в плен)[3], 14.07.1941 — 15.09.1943
- гвардии подполковник Чистяков, Владимир Алексеевич[3], 25.10.1943 — 31.12.1945

## В составе соединений и объединений
| Период        | Фронт (округ)            | армия                | дивизия                                  | примечание                             |
| ------------- | ------------------------ | -------------------- | ---------------------------------------- | -------------------------------------- |
| 18.01.1942 г. | Брянский фронт           | ВВС фронта           | 61-я смешанная авиационная дивизия       | Як-1                                   |
| 09.02.1942 г. | Московский военный округ | ВВС округа           | 1-я резервная авиационная бригада        | доукомплектование, Як-1                |
| 19.02.1942 г. | Северо-Западный фронт    | 1-я ударная армия    | ВВС 1-й ударной армии                    | Як-1                                   |
| 15.06.1942 г. | Северо-Западный фронт    | 6-я воздушная армия  | 240-я истребительная авиационная дивизия | Як-1                                   |
| 07.11.1942 г. | Северо-Западный фронт    | 6-я воздушная армия  | 240-я истребительная авиационная дивизия | тыловой аэродром Максатиха, Як-7Б      |
| 18.04.1943 г. | Ленинградский фронт      | 13-я воздушная армия | 240-я истребительная авиационная дивизия | Як-7Б                                  |
| 01.05.1943 г. | Ленинградский фронт      | 13-я воздушная армия | 240-я истребительная авиационная дивизия | Полк преобразован в гвардейский, Як-7Б |

## Участие в операциях и битвах
- Демянская наступательная операция — с 19 февраля 1942 года по 20 мая 1942 года

## Отличившиеся воины полка
- Ковзан Борис Иванович, старший лейтенант, лётчик 744-го истребительного авиационного полка 240-й истребительной авиационной дивизии 6-й воздушной армии 24 августа 1943 года удостоен звания Герой Советского Союза. Золотая Звезда № 1103.
- Мотуз Иван Фомич, капитан, командир эскадрильи 744-го истребительного авиационного полка 240-й истребительной авиационной дивизии 6-й воздушной армии 24 августа 1943 года удостоен звания Герой Советского Союза. Золотая Звезда № 1114.

## Статистика боевых действий
Всего за период с 19 февраля 1942 по 18 апреля 1943 года полком:
| Выполнено боевых вылетов | Сбито самолётов в воздухе | Уничтожено самолётов всего |
| ------------------------ | ------------------------- | -------------------------- |
| 2187                     | 91                        | 91                         |

Свои потери:
| Потеряно самолётов, всего | Погибло лётчиков всего |
| ------------------------- | ---------------------- |
| 36                        | 20                     |

## Самолёты на вооружении
| Период      | Самолёты |
| ----------- | -------- |
| 1941 — 1942 | Як-1     |
| 1942 — 1943 | Як-7Б    |
| 1943 — 1944 | Як-9     |